# Scooby-Doo et le Fantôme gourmand
Série
Scooby-Doo et Batman : L'Alliance des héros
(2018) Scooby-Doo et la Malédiction du treizième fantôme
(2019)
Pour plus de détails, voir Fiche technique et Distribution.
Scooby-Doo! et Le Fantôme gourmand (Scooby-Doo! and the Gourmet Ghost) est un vidéofilm d'animation américain réalisé par Doug Murphy, sorti en 2018. Il s'agit du 31e long métrage de la franchise Scooby-Doo, détenue par Warner Bros. En France, il a été diffusé le 3 mars 2019 sur France 3 .

## Synopsis
Bobby Flay (en), chef cuisinier renommé et oncle de Fred, a des problèmes avec son restaurant, le Rocky Harbor Culinary Resort. Il est harcelé par un fantôme qui s'en était pris à son ancêtre à l'époque de la guerre d'indépendance des États-Unis. Toute l'équipe de Scooby-Doo va devoir intervenir pour l'aider contre ce spectre. Nos amis seront aidés dans leurs aventures par Bobby et la cheffe Giada de Laurentiis (en).

## Fiche technique
Sauf indication contraire, les informations mentionnées dans cette section peuvent être confirmées par la base de données cinématographiques IMDb,  présente dans la section « Liens externes ».
- Titre : Scooby-Doo! et Le Fantôme gourmand
- Titre original : Scooby-Doo! and the Gourmet Ghost
- Réalisation : Doug Murphy
- Scénario : Tim Sheridan
- Musique : Jake Monaco et Matthew Janszen
- Montage : Scott Fuselier
- Producteur : Curt Geda
- Producteur exécutif : Sam Register
- Coproducteur : James Krieg
- Sociétés de production : Warner Bros. Animation et Hanna-Barbera Productions
- Pays d'origine :  États-Unis
- Langue originale : anglais
- Genre : Animation, aventure et comédie horrifique
- Format : couleur
- Durée : 79 minutes
- Dates de sortie :
  -  États-Unis : 11 septembre 2018
  -  France : 12 septembre 2018 - (directement en vidéo), 3 mars 2019 (diffusion TV)

## Distribution

### Voix originales
Sauf indication contraire, les informations mentionnées dans cette section peuvent être confirmées par la base de données cinématographiques IMDb,  présente dans la section « Liens externes ».
- Frank Welker : Scooby-Doo / Fred Jones
- Matthew Lillard : Sammy Rogers
- Kate Micucci : Véra Dinkley
- Grey Griffin : Daphné Blake
- Bobby Flay (en) : Lui-même
- Giada De Laurentiis (en) : Elle-même
- Marcus Samuelsson (en) : Lui-même
- David Kaye : Henry Metcalf / Chef Edward DuFlay
- Jim Cummings : Jeremiah Noseworthy / Le Fantôme Rouge
- Salli Saffioti (en) : Nancy Metcalf
- Dana Snyder : Skip Taylor
- Jason Spisak : Bradley Bass
- Audrey Wasilewski : Chef Sue / Libraire

### Voix françaises
- Mathias Kozlowski : Fred Jones
- Éric Missoffe : Scooby-Doo / Sammy Rogers
- Caroline Pascal : Véra Dinkley
- Céline Melloul : Daphné Blake
- Pascal Nowak : Bobby Flay
- Marie Diot : Giada De Laurentiis
- Yann Guillemot : Marcus Samuelsson
- Denis Boileau : Henry Metcalf
- Patrice Dozier : Jeremiah Noseworthy
- Jean-Loup Horwitz : Skip Taylor
- Maurice Decoster : Bradley Blass
- Laurence Mongeaud : Chef Sue
- Sandie Masson : Maya
- Laura Zichy : Journaliste

## Sortie vidéo (France)
Le téléfilm est sorti sur le support DVD en France :
- Scooby-Doo ! et le fantôme gourmand (DVD-9 Keep Case) sorti le 12 septembre 2018 édité par Warner Bros. et distribué par Warner Home Vidéo France. Le ratio écran est en 1.78:1 panoramique 16:9. L'audio est en Français, Anglais, Castillan, Norvégien et Suédois 5.1 Dolby Digital avec sous-titres en français, castillan et suédois. En supplément trois dessins animés vintage de Scooby-Doo. La durée du film est de 79 minutes. Il s'agit d'une édition Zone 2 Pal[2].